# 西昌县 (清朝)
西昌县，清朝时设置的县。今西昌市前身。
雍正六年（1728年），设立宁远府。建昌卫改西昌县。为宁远府附郭县。治所在宁远城（城厢镇，今西昌市城区）。清朝时评价：冲、繁。辛亥革命后，废县留府，1913年又废府置县，属中华民国四川省。1938年，属西康省。
1939年二月，曾在此处设置民国政府军事委员会委员长（蒋介石）西昌行辕。1949年12月，第二次国共内战已接近完结。民国政府西南軍政長官公署移驻西昌。此时，民国政府领导人蒋介石试图守住西昌，曾派其子蒋经国作为总统特使飞抵西昌。1950年3月，解放军西南军区以第62军184师和第15军44师为主力，及第14军的两个团分两路发起西昌战役。26日，解放军到达西昌大箐梁子。夜间，西南軍政長官公署代理长官胡宗南、副长官贺国光（同时任西康省政府主席）乘飞机离开西昌。27日，解放军第15军44师攻占西昌县城。当年2月重设于此的四川省政府亦随之消亡。1950年起，属西昌专区。1955年，随之划归四川省。1968年，西昌专区改西昌地区，仍隶之。1978年，改属凉山彝族自治州。1979年，改为西昌市（县级市）。